# Mątawa
Mątawa – rzeka w północnej Polsce, lewy dopływ Wisły, (województwo kujawsko-pomorskie), w rejonie Pojezierza Południowopomorskiego. Za źródło Mątawy przyjmuje się łąkę (uroczysko) Konotop na północ od wsi Przewodnik. Przepływa przez jezioro Mątasek (zobacz wieś Mątasek).
Mątawa jest rzeką charakteryzująca się w swym biegu kształtem litery „U”. Płynie w kierunku południowym przez Bory Tucholskie. Rzeka na odcinku ok. 33 km odwadnia obszary wysoczyznowe przy spadku 59 m, następnie w połowie swego biegu zmienia kierunek na północny. Na końcowym odcinku ok. 26 km osiąga spadek jedynie 4 m. Mątawa pokonując od Borowego Młyna do Piły-Młyn drobne wzniesienia tworzy liczne meandry, szczególnie urokliwe w rejonie tzw. „Szwajcarii Rulewskiej”.
Mątawa przepływa przez gminy Warlubie, Jeżewo, Dragacz, Nowe. Uchodzi do Wisły. W jej końcowym odcinku, w rejonie miejscowości Kończyce znajduje się przepompownia. Brzegi Mątawy są częściowo w niektórych miejscach obwałowane. Około 70% powierzchni dorzecza rzeki znajduje się na terenie Nadwiślańskiego Obszaru Chronionego Krajobrazu.